# BAF Bonito Białystok

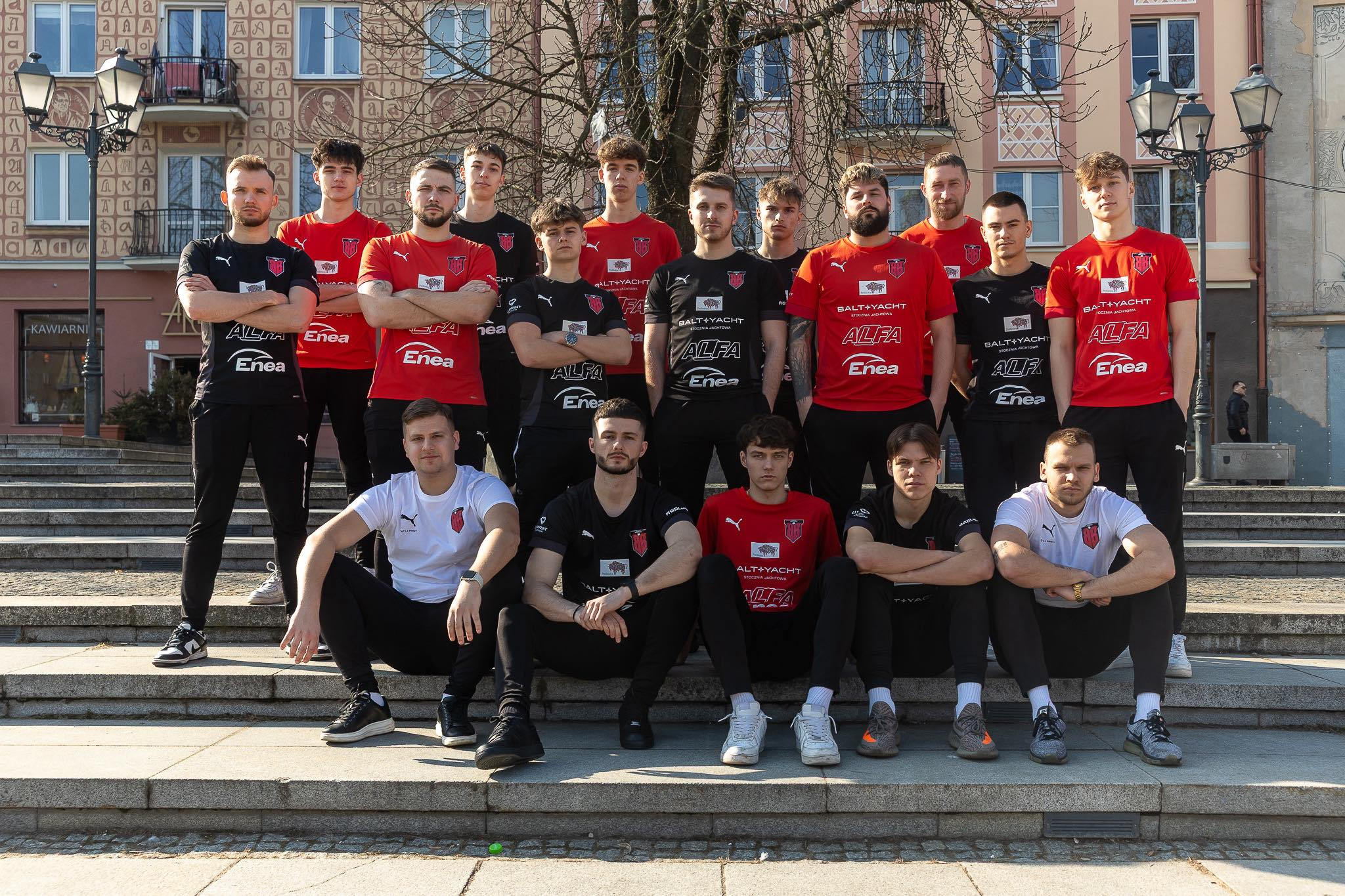
BAF Bonito na Rynku Kościuszki w Białymstoku - kwiecień 2025 rok.

BAF Bonito Białystok (Uczniowski Klub Sportowy Białostocka Akademia Futsalu Bonito) – polski klub futsalowy z Białegostoku, występujący obecnie w grupie północnej Fogo I ligi futsalu.
Klub powstał w 2019 roku pod nazwą Bonito Białystok. W 2020 roku doszło do fuzji z klubem DTS Helios, w wyniku czego drużyna funkcjonowała pod nazwą Bonito-Helios. 13 czerwca 2023 roku przed sezonem 2023/2024 powstał nowy organ zarządzający – Uczniowski Klub Sportowy BAF Bonito Białystok – który przejął licencję na grę w I lidze futsalu od DTS Helios i grał pod nazwą BAF Bonito Białystok. Od początku funkcjonowania klubu jego prezesem jest Filip Dojlida.
Zespół w swoim drugim sezonie występów w I lidze zajął 11. miejsce i spadł do II ligi. Powrót na zaplecze Ekstraklasy był znakomity – białostoczanie zdobyli mistrzostwo II ligi, wygrywając wszystkie swoje mecze.
Osiągnięcia BAF Bonito
- 4. miejsce w Młodzieżowych Mistrzostwach Polski w futsalu U-19 w 2021 roku[5]. Skład zespołu: Krzysztof Wojtkielewicz, Krystian Piećko, Kamil Gryko, Mateusz Rogowski, Gabriel Sachajczuk, Dawid Rogowicki, Fabian Leonowicz, Paweł Rudkowski, Aliaksei Vatkevich, Filip Dojlida, Stanisław Łupiński oraz Krzysztof Cudowski.
- Zwycięzca Pucharu Polski na szczeblu wojewódzkim w sezonie 2020/2021[6]. Zespół wyeliminował kolejno: Krymar Białystok 5:1, MOSiR Futsal Grajewo 5:2, Sopel Team 7:1, Browar Północny Suwałki 7:2.
- 4-krotny udział w finałach Młodzieżowych Mistrzostw Polski U-19.
- W roku 2025 zwycięstwo w Centralnej Lidze Juniorów Futsalu U-19 i awans do turnieju finałowego[7].
- Ćwierćfinalista mistrzostw polski U-17 w sezonie 2022/2023.

Trenerzy
- 2023/24 – Oleg Zozula
- 2024/25 – Filip Dojlida

## Skład
Kadra – sezon 2024/25
| Poz.              | Nr. | Nazwisko            | Urodz.     | poprzedni klub futsalowy |
| ----------------- | --- | ------------------- | ---------- | ------------------------ |
| BR                |     | Piotr Bikowski      | 2008       |                          |
| BR                |     | Norbert Jendruczek  | 05.10.1986 | Futbalo Białystok        |
| BR                |     | Konrad Rakus        | 27.05.2006 |                          |
| BR                |     | Oskar Wierciszewski | 2006       |                          |
| Zawodnicy z pola: |     |                     |            |                          |
| RO                |     | Damian Bieliński    | 09.04.2002 |                          |
| RO                |     | Dawid Bolesta       | 10.08.2006 |                          |
| RO                |     | Bartłomiej Bukowski | 02.04.1996 |                          |
| RO                |     | Damian Danilewicz   | 03.04.2007 |                          |
| RO                |     | Daniel Grygoruk     | 2006       |                          |
| RO                |     | Kamil Gryko         | 2002       | Jagiellonia Białystok    |
| RO                |     | Adam Łazarski       | 04.04.2006 |                          |
| RO                |     | Bartosz Milewski    | 25.10.2007 |                          |
| RO                |     | Wojciech Nasuto     | 07.08.1997 | Jagiellonia Białystok    |
| RO                |     | Dominik Niemyjski   | 2000       |                          |
| RO                |     | Paweł Rudkowski     | 03.08.2002 |                          |
| RO                |     | Kamil Sakowicz      | 31.07.2001 | Jagiellonia Białystok    |
| RO                |     | Mikołaj Siemieniuk  | 11.06.2006 |                          |
| RO                |     | Gabriel Szczykowski | 2006       |                          |
| RO                |     | Alaksiej Watkiewicz | 30.09.2003 |                          |
| RO                |     | Filip Woroszyło     | 2006       |                          |
| RO                |     | Szymon Żabiuk       | 27.05.2004 |                          |
| RO                |     | Gabor Żukowski      | 2002       |                          |
| RO                |     | Ksawier Żukowski    | 2005       |                          |

## Sezony
| Poziomy rozgrywkowe | Poziomy rozgrywkowe | Poziomy rozgrywkowe | Poziomy rozgrywkowe | Poziomy rozgrywkowe | Sezony, opis      | Sezony, opis | Sezony, opis | Sezony, opis | Sezony, opis | Sezony, opis | Sezony, opis | Sezony, opis | Sezony, opis | Sezony, opis | Sezony, opis | Nazwa |
| I                   | II                  | III                 | IV                  | Sezon               | Liga              | Me. | Pkt | B+ | B- | M. | Z. | R. | P. | Uwagi | PP | Nazwa |
| ------------------- | ------------------- | ------------------- | ------------------- | ------------------- | ----------------- | --- | --- | --- | --- | --- | --- | --- | --- | --- | --- | --- |
| E                   | I                   | II                  | III                 | 2020/2021           | II liga (gr. I)   | 1(6) | 12 | 26 | 15 | 4 | 4 | 0 | 0 | Niedokończone                                                                                                   | 1/32 | Bonito-Helios                                                                                                   |
| E                   | I                   | II                  | III                 | 2020/2021           | Baraże            | Bonito - Podkowa TC 3:3, Bonito - Soccer-Calcio Łódź 10:9, Podkowa - Soccer-Calcio Łódź 17:1, awans Podkowa TC. | Bonito - Podkowa TC 3:3, Bonito - Soccer-Calcio Łódź 10:9, Podkowa - Soccer-Calcio Łódź 17:1, awans Podkowa TC. | Bonito - Podkowa TC 3:3, Bonito - Soccer-Calcio Łódź 10:9, Podkowa - Soccer-Calcio Łódź 17:1, awans Podkowa TC. | Bonito - Podkowa TC 3:3, Bonito - Soccer-Calcio Łódź 10:9, Podkowa - Soccer-Calcio Łódź 17:1, awans Podkowa TC. | Bonito - Podkowa TC 3:3, Bonito - Soccer-Calcio Łódź 10:9, Podkowa - Soccer-Calcio Łódź 17:1, awans Podkowa TC. | Bonito - Podkowa TC 3:3, Bonito - Soccer-Calcio Łódź 10:9, Podkowa - Soccer-Calcio Łódź 17:1, awans Podkowa TC. | Bonito - Podkowa TC 3:3, Bonito - Soccer-Calcio Łódź 10:9, Podkowa - Soccer-Calcio Łódź 17:1, awans Podkowa TC. | Bonito - Podkowa TC 3:3, Bonito - Soccer-Calcio Łódź 10:9, Podkowa - Soccer-Calcio Łódź 17:1, awans Podkowa TC. | Bonito - Podkowa TC 3:3, Bonito - Soccer-Calcio Łódź 10:9, Podkowa - Soccer-Calcio Łódź 17:1, awans Podkowa TC. | Bonito - Podkowa TC 3:3, Bonito - Soccer-Calcio Łódź 10:9, Podkowa - Soccer-Calcio Łódź 17:1, awans Podkowa TC. | Bonito - Podkowa TC 3:3, Bonito - Soccer-Calcio Łódź 10:9, Podkowa - Soccer-Calcio Łódź 17:1, awans Podkowa TC. |
| E                   | I                   | II                  | III                 | 2021/2022           | II liga (gr. I)   | 1(6) | 20 | 60 | 45 | 10 | 6 | 2 | 2 | [ 11 ] | b.d. | Bonito-Helios                                                                                                   |
| E                   | I                   | II                  | III                 | 2022/2023           | I liga (gr. płn.) | 10(12) | 23 | 80 | 104 | 22 | 7 | 2 | 13 | [ 12 ] [ 13 ]                                                                                                   | 1/16 | Benito-Helios                                                                                                   |
| E                   | I                   | II                  | III                 | 2023/2024           | I liga (gr. płn.) | 11(12) | 18 | 65 | 114 | 22 | 6 | 0 | 16 | [ 14 ] [ 15 ]                                                                                                   | 1/32 | Benito-Helios                                                                                                   |
| E                   | I                   | II                  | III                 | 2024/2025           | II liga (gr. I)   | 1(8) | 31 | 87 | 114 | 27 | 9 | 3 | 15 | [ 16 ] [ 17 ]                                                                                                   | 1/32 | BAF Bonito |
| E                   | I                   | II                  | III                 | 2025/2026           | I liga (gr. płn.) | | | | | | | | | | | BAF Bonito |

## Źródła
- Facebook
- Instagram
- I liga futsalu na pzpn.pl
- I liga futsalu futsal-polska.pl